# Synonymie
Pour la notion de taxinomie, voir Synonyme (taxinomie).
En sémantique, la synonymie est définie, de la manière la plus générale, comme la relation de similitude de sens entre deux ou plusieurs entités linguistiques,,,. De telles entités peuvent être des mots à sens lexical, des mots-outils, des locutions, des affixes ou des constructions syntaxiques, c'est-à-dire des syntagmes, des phrases simples et des propositions membres de phrases complexes.
Il n'y a pas d'unité de vues quant au traitement des cas de relation couverts par la définition ci-dessus. Pour certains linguistes ne seraient synonymes que les entités dont le sens serait identique de tous les points de vue, mais ils considèrent qu'il n'existe pas de tels cas, par conséquent qu'il n'y a pas de synonymie. Laurence Urdang (en), directeur d'un dictionnaire de synonymes, affirme toutefois qu'il n'y a pas de vrais synonymes. D'autres auteurs trouvent qu'il n'y a pas de synonymie complète, mais seulement partielle. Selon d'autres encore, il y a aussi bien synonymie partielle que synonymie complète, mais ils voient tout de même certaines différences entre synonymes complets aussi. De l'avis de certains de ces auteurs, ne sont complets que les synonymes entre lesquels il y a seulement une différence de fréquence d'utilisation, alors que d'autres admettent l'existence de plusieurs types de différences.

## Types de synonymie

### Selon les types d'entités linguistiques

#### Synonymie lexicale
On parle de synonymie en premier lieu dans le domaine lexical. D'ailleurs, certains auteurs ne mentionnent que ce genre de synonymie,.
Peuvent être synonymes lexicaux un mot et un autre mot (ex. châtier – punir) ou un mot et une locution, ex. vainement – en vain. La condition principale pour que deux entités lexicales soit synonymes est qu'elles fassent partie de la même classe de mots.
Une source importante de synonymes lexicaux est l'emprunt. Exemples :
(fr) mal d'estomac – gastralgie (formé d'éléments de composition empruntés au grec) ;
(en) begin (hérité du proto-germanique) – commence (emprunt à l'ancien français) « commencer » ;
(ro) guraliv (dérivé en roumain d'un mot hérité du latin) – locvace (emprunt au français ou au latin), « loquace » ;
(ru) черта (tcherta) (hérité du proto-slave) – линия (linia) (emprunt au latin) « ligne ».
Une autre source est la formation consciente de mots ou de locutions avec des éléments antérieurement intégrés à la langue, pour qu'on puisse remplacer des emprunts :
(fr) e-mail (mot anglais) – courriel (mot-valise formé de mots français) ;
(en) preface (emprunt au français) – foreword (composition d'éléments anglais) « préface » ;
(ro) prefață (emprunt au français ou au latin) – cuvânt înainte (locution formée de mots roumains) « préface »;
(hu) kurzus (emprunt au latin) – tanfolyam (composé de mots autochtones) « cours » (dans l'enseignement) ;
(ru) лингвистика (lingvistika) – языкознание (iazykoznanié) (composé d'éléments autochtones) « linguistique ».

#### Synonymie dans la formation des mots
Il existe des affixes de dérivation et des éléments de composition synonymes.
Exemples d'affixes :
(ru) les préfixes négatifs не- (ne-) – без- (bez-), ex. неграмотный (negramotnyï) – безграмотный (bezgramotnyï) « illétré » ;
(ro) les suffixes diminutifs -uț – -icel, ex. călduț – căldicel « tiède ».
Parmi les éléments de composition sans existence autonome il existe également des synonymes. Dans la composition appelée « savante », la source de ces éléments est en général l'emprunt. On les rencontre le plus fréquemment avec des mots différents mais certains sont appliqués au même mot :
bi- (du latin) – di- (du grec): biatomique – diatomique ;
micro- (du grec) – mini- (du latin): microordinateur – miniordinateur.

#### Synonymie morphologique
Ce type de synonymie consiste en l'équivalence fonctionnelle de certaines formes grammaticales. En anglais et en russe, par exemple, on peut exprimer les degrés de comparaison comparatif de supériorité et superlatif relatif de supériorité aussi bien de façon synthétique (avec un suffixe), que de façon analytique (en deux mots). Dans le cas de certains mots, on peut appliquer les deux procédés :
(en) surer – more sure « plus sûr », the clearest – the most clear « le plus clair » ;
(ru) интереснее (interesnee) – более интересный (bolee interesnyï) « plus intéressant », умнейший (umneïchyï) – самый умный (samyï umnyï) « le plus intelligent ».
En russe il y a aussi, appliquées à certains mots, des désinences casuelles synonymes, comme celles du génitif dans le syntagme стакан чая (stakan tchaïa) – стакан чаю (stakan tchaïou) « un verre de thé ».

#### Synonymie syntaxique
Certains auteurs étendent la notion de synonymie aux constructions syntaxiques,. Telles sont, par exemple :
(fr) phrase active – phrase passive : Le vent a cassé la branche – La branche a été cassée par le vent ;
(en) phrase active – phrase passive : The secretary typed the report « Le/La secrétaire a tapé le rapport » – The report was typed by the secretary « Le rapport a été tapé par le/la secrétaire » ;
(ru) proposition au verbe à l'indicatif – complément au gérondif : Он вошёл в комнату и поздоровался со всеми (On vochiol v komnatou i pozdorovalsïa so vsemi) « Il est entré dans la pièce et a salué tout le monde » – Войдя в комнату, он поздоровался со всеми (Voidïa v komnatou, on pozdorovalsïa so vsemi) « En entrant dans la pièce, il a salué tout le monde » ;
(ro) proposition ayant le verbe au subjonctif – complément à l'infinitif : Rămâne să vedem / a vedea « Cela reste à voir ».

### Selon le degré de similitude

#### Synonymie complète et synonymie incomplète
Murphy 2006 appelle, conformément à la logique formelle, « synonymie logique » ou « cognitive », la relation dans laquelle deux propositions remplissent exactement les mêmes conditions de vérité, c'est-à-dire, dans toute situation ou l'une des propositions est vraie, l'autre aussi doit être vraie, et si l'une est fausse, l'autre aussi est fausse. De telles propositions sont, par exemple, (en) Tor bought a book from Ulla « Tor a acheté un livre à Ulla » – Ulla sold Tor a book « Ulla a vendu un livre à Tor ». Dans le cas de la synonymie lexicale, la synonymie logique se réfère à des mots qu'on peut substituer l'un à l'autre dans des propositions énonciatives, sans que leurs conditions de vérité soient affectées. Collinge 2005 l'appelle « synonymie descriptive », par exemple dans le cas des mots anglais begin et commence, dans les phrases The recital began ten minutes ago « Le récital a commencé il y a dix minutes » et The recital commenced ten minutes ago « Le récital a débuté il y a dix minutes ». En sémantique structurelle, seule une telle relation est considérée comme synonymique.
La synonymie logique se caractérise par l'identité du dénoté, autrement dit, les synonymes se réfèrent au même élément de la réalité extralinguistique, par exemple voiture – bagnole, mais le plus souvent, la synonymie logique se limite à la dénotation, elle n'est donc pas toujours complète. La synonymie complète, appelée aussi totale ou absolue, suppose que les entités considérées ait les mêmes traits, non seulement dénotatives, mais aussi connotatives, et qu'il soit possible d'interchanger les synonymes dans n'importe quel contexte, où ils gardent tous ces traits. Une telle synonymie est considérée par certains auteurs comme improbable, par d'autres comme très rare,,, du moins dans le domaine lexical. On trouve de tels synonymes dans les langages de spécialité. Murphy 2006 en cite comme exemple (en) gorse – furze « ajonc ». Selon lui, en fait, la langue évite la synonymie complète, parce qu'il est inefficace qu'il y ait des entités équivalentes de tous les points de vue. Au contraire, les utilisateurs de la langue ont besoin de la synonymie incomplète pour pouvoir choisir l'entité qu'ils estiment comme la plus adéquate dans le contexte situationnel où ils se trouvent.
À cause de la rareté de la synonymie complète, par synonymie on entend presque toujours synonymie incomplète, appelée aussi partielle, ou quasi-synonymie.

### Différences entre synonymes
Entre synonymes, il peut y avoir des différences de diverses natures, qui peuvent leur conférer des degrés différents de similitude.
Il y a surtout des différences de nuances de sens. Par exemple, les adjectifs dénué, dépourvu, dépouillé et privé expriment tous l'idée de manque, mais chacun d'eux a une nuance de sens propre :
- dénué – manque absolu de quelque chose de bon ;
- dépourvu – manque de choses nécessaires pour agir, causant de la faiblesse ;
- dépouillé – manque de quelque chose qui a été possédé ;
- privé – manque de quelque chose qu'on devrait normalement posséder.

Malgré l'identité du dénoté, des mots peuvent être synonymes dans certains contextes et non dans d'autres. Par exemple, le syntagme nuit —, peut être complété par sombre ou obscure mais dans le temps — de l'histoire, de ces épithètes, seul obscur est possible.
Dans le cas de mots polysémiques, la synonymie peut se limiter à un seul sens. En roumain, par exemple, le nom ceas a les sens montre et heure, et il a pour synonyme oră, mais seulement dans le sens heure.
D'autres différences entre synonymes sont celles de variétés de langue, par exemple :
- entre registres de langue : voiture (courant) – bagnole (familier) ;
- entre variétés régionales : gant de toilette (France) – débarbouillette (Québec).

Certaines différences ne concernent que le degré d'intensité. Ainsi, (ro) teamă « peur » est de degré indéterminé, alors que son synonyme spaimă « terreur » est de degré maximal.
Des synonymes peuvent différer à la fois par leur degré et leur nuance de sens, comme (ro) cald « chaud » (indéterminé) – fierbinte « brûlant » (maximal) – clocotitor « bouillant » (degré maximal atteint par chauffage d'un liquide).
Les différences de connotation sont bien illustrées par les synonymes de registres différents. Par exemple poisson (courant) – poiscaille (populaire) dénotent le même animal mais le premier est neutre de ce point de vue, alors que le second a une connotation péjorative. De tels traits ont un caractère stylistique, étant largement exploités dans la parole expressive en général et dans les œuvres littéraires en particulier.
Même entre synonymes complets il peut y avoir une différence, celle de fréquence d'utilisation. Ainsi, de (en) gorse et furze, le premier est le plus fréquent.